# Capital FM
95-106 Capital FM (previamente conhecida como Mix, One, Galaxy e Hit Music várias vezes) é uma estação de rádio que cobre várias áreas metropolitanas do Reino Unido, Londres em especial, detida pela Global, que foi fundada a 3 de janeiro de 2011.